# Parasphena elgonensis
Parasphena elgonensis är en insektsart som beskrevs av Sjöstedt 1933. Parasphena elgonensis ingår i släktet Parasphena och familjen Pyrgomorphidae. Inga underarter finns listade i Catalogue of Life.